# Стюарт Гордон
Стюарт Гордон (англ. Stuart Gordon; 11 серпня 1947 — 24 березня 2020) — американський режисер. Відомий як великий шанувальник творчості Говарда Лавкрафта, екранізував кілька його творів.

## Біографія
Стюарт Гордон народився 11 серпня 1947 року в Чикаго, штат Іллінойс. У період навчання в школі займався рекламою і протягом 6 місяців ілюстрував етикетки для пляшок Кока-Коли для місцевої фірми. Надалі навчався акторській професії в університеті Вісконсіна в м. Медісон, а в 1968 році, навчаючись на останньому курсі, поставив скандальну п'єсу за мотивами казки «Пітер Пен». Скандальність її полягала в тому, що Пітер Пен був хіпі, Тінкер Белл був гомосексуалом, а подорож у Нетландію — галюцинацією під впливом ЛСД. П'єса принесла певний успіх Гордону — його заарештували і університет йому закінчити не вдалося.
Після відрахування Гордон повернувся до Чикаго і незабаром став одним з співзасновників Органічного театру, який згодом став досить відомий. Гордон поставив безліч вистав як режисер. Його постановки відрізнялися різними нововведеннями, революційністю, іноді вони шокували. Одним з найбільш успішних вистав — «Хустина!» (англ. Warp), на створення якої Гордона надихнули комікси «Marvel», однак Гордон не отримав прав на використання ні на одного з персонажів компанії і йому довелося вигадувати свого. Вистава мала два продовження — «Доктор Дивина» (англ. Dr. Strange) і Тор (англ. Thor). Не менш дивним був спектакль «Кривава Бесс» (англ. Bloody Bess), в якому головною героїнею була піратка-лесбійка.
У 1985 році Гордон знайомиться з починаючим кінопродюсером Брайаном Юзною і тоді ж відбувся його режисерський кінодебют «Реаніматор» (за мотивами оповідання Лавкрафта), який був знятий всього за 20 днів. Потім Гордон пише сценарій і знімає ще один «лавкрафтовскій» фільм жахів — «З іншого виміру». У 1987 році виходить черговий його «хоррор» — «Ляльки» про ляльок-вбивць. У 1989 році Гордон тимчасово відходить від жахів і пише сценарій для комедії «Люба, я зменшив дітей». Згодом його ж сценарій використовувався при зйомках сиквела «Люба, я збільшив дитину».
У 1990 році за своїм сценарієм він знімає постапокаліптичний фільм «Робот Джокс». У цьому ж році виходить екранізація твору Едгара По «Колодязь і маятник». У 1992 році виходить фільм «Фортеця», який оповідає про в'язницю майбутнього. У 1995 і 1996 виходять два його фільми жахів — «Виродок у замку» і «Дантист» (до останнього Гордон написав тільки сценарій).
У 1997 році виходить фільм «Космічні далекобійники» — суміш комедії і фантастики. Бюджет його став найбільшим для Гордона на той час — 30 млн доларів. Незабаром він знімає новий фільм жахів по Лавкрафту, який мріяв зняти протягом 15 років — «Дагон».
Стюарт Гордон одружений із Керолін Парді-Гордон, яка знялася у декількох його фільмах.

## Фільмографія

### Фільми
| Рік  | Назва                                      | Режисер | Сценарист | Продюсер   | Примітка               |
| ---- | ------------------------------------------ | ------- | --------- | ---------- | ---------------------- |
| 1979 | Дешеві місця                               | Так     | Так       | Ні         | Телефільм              |
| 1985 | Реаніматор                                 | Так     | Так       | Ні         |                        |
| 1986 | З іншого виміру                            | Так     | Так       | Ні         |                        |
| 1987 | Ляльки                                     | Так     | Так       | Ні         |                        |
| 1988 | Дитина в безпеці: Відео                    | Так     | Так       | Так        | Короткометражний фільм |
| 1989 | Люба, я зменшив дітей                      | Ні      | Так       | Ні         |                        |
| 1990 | Робот Джокс                                | Так     | Так       | Ні         |                        |
| 1990 | Дочка темряви                              | Так     | Ні        | Ні         | Телефільм              |
| 1991 | Колодязь і маятник                         | Так     | Ні        | Ні         |                        |
| 1992 | Люба, я збільшив дитину                    | Ні      | Ні        | Виконавчий |                        |
| 1992 | Фортеця                                    | Так     | Ні        | Ні         |                        |
| 1993 | Викрадачі тіл                              | Ні      | Так       | Ні         |                        |
| 1995 | Виродок у замку                            | Так     | Так       | Ні         |                        |
| 1996 | Дантист                                    | Ні      | Так       | Ні         |                        |
| 1996 | Робо-воїни                                 | Ні      | Так       | Ні         |                        |
| 1996 | Космічні далекобійники                     | Так     | Так       | Так        |                        |
| 1998 | Чудовий костюм кольору вершкового морозива | Так     | Ні        | Так        |                        |
| 1998 | Ембріон                                    | Ні      | Так       | Виконавчий |                        |
| 2001 | Дагон                                      | Так     | Ні        | Ні         |                        |
| 2001 | Дешеві місця                               | Ні      | Так       | Виконавчий | Телефільм              |
| 2002 | Смертне ложе                               | Ні      | Ні        | Так        | Відразу на відео       |
| 2003 | Король мурах                               | Так     | Ні        | Так        |                        |
| 2005 | Едмонд                                     | Так     | Ні        | Так        |                        |
| 2007 | Застряглий                                 | Так     | Так       | Так        |                        |

### Серіали
| Рік        | Назва                 | Режисер | Сценарист | Примітка                                                |
| ---------- | --------------------- | ------- | --------- | ------------------------------------------------------- |
| 1998       | Люба, я зменшив дітей | Так     | Ні        | Епізод: "Honey, Let's Trick or Treat"                   |
| 2005, 2007 | Майстри жахів         | Так     | Так       | Епізоди: "Dreams In the Witch-House" та "The Black Cat" |
| 2008       | Втілення страху       | Так     | Ні        | Епізод: "Eater"                                         |